# 루타수
야구의 기록에서 루타수(壘打數, 영어: Total Base, TB)는 타자가 안타로 진루한 루의 총합이다. 1은 1루타, 2는 2루타, 3은 3루타, 4는 홈런으로 해서 계산한다.

## 같이 보기
- 장타율